# Willemskazerne (Arnhem)
De Willemskazerne in de Nederlandse stad Arnhem was een militaire kazerne aan de noordzijde van het centrum. Nadat de gemeente Arnhem in 1829 met een Koninklijk Besluit toestemming had gekregen om de verdedigingswallen af te breken, kwam het gebied buiten de Janspoort in aanmerking om een militaire kazerne te bouwen. Hiernaar werd al een tijd gezocht. Anthony Aytinck van Falkenstein werd aangewezen om een ontwerp voor de kazerne te maken. Rond 1837 was de kazerne gereed en de Gele Rijders werden in de kazerne gehuisvest. De kazerne werd vernoemd naar de toenmalige koning Willem I. Voor het gebouw ontstond een plein, dat in 1855 de naam Willemsplein kreeg.
In 1855 werd de kazerne aan de westzijde uitgebreid met een manege. Voor de paarden werd aan de oostzijde van de kazerne een renbaan aangelegd. Het einde van de Willemskazerne kwam in de Tweede Wereldoorlog. Vlak voor de Slag om Arnhem werden belangrijke posities van de Duitse troepen door de geallieerden gebombardeerd. De kazerne viel hieronder en na de bombardementen bleef er weinig over van de kazerne. De restanten van de kazerne werden na de Tweede Wereldoorlog weggehaald, waarna een parkeerplaats op de locatie kwam te liggen. Het gedeelte van het Willemsplein dat direct voor de kazerne lag, werd omgedoopt tot het Gele Rijders Plein.